# Etapa da Volta (Volta a Portugal em Bicicleta)
A Etapa da Volta é uma actividade que integra a Volta a Portugal em Bicicleta desde 2007, que proporciona a toda a comunidade cicloturista a possibilidade de realizar uma "Etapa da Volta". Esta iniciativa decorre, por norma, no dia de descanso da Volta a Portugal em Bicicleta. No Tour de France e na Vuelta a España há também iniciativa semelhante.
A Etapa da Volta tem agora um "lugar cativo" no programa da Volta a Portugal, visto que assim o exigem os amantes da bicicleta que, ao inscreverem-se no evento, recebem um 'kit' completo de participante, 'kit' este que inclui a camisola oficial do evento e diversos brindes, que são recordações de um dia muito especial.

## História

### 2007
Na Volta a Portugal de 2007 a Etapa da Volta teve a sua primeira edição. Foram 500 as pessoas que aceitaram o desafio e experimentaram disputar uma etapa da Volta a Portugal em Bicicleta.
O Percurso foi Fafe-Sra. Graça, com a subida do Monte Farinha como Prova de Superação pessoal.

### 2008
Na Volta a Portugal de 2008, o evento destinava-se a todos os adeptos da bicicleta com mais de 14 anos de idade. Esta edição da Etapa da Volta teve mais do que os 500 inscritos da 1ª edição, e muitos destes vestiam a camisola oficial com as cores do evento. A Etapa da Volta deste ano teve 90 quilómetros de distância. A partida e a chegada foram na Avenida da Europa (Viseu), e pelo meio os participantes tiveram uma subida à Serra do Caramulo.
Tiago Ferreira, campeão nacional de Cross Country Sub 23 em 2008, foi o mais rápido dos 403 classificados que completaram a subida de quase 10 quilómetros, entre Campo de Besteiros e a vila do Caramulo  (esta subida era uma prova de superação pessoal, sendo cronometrada). Depois da subida, foi o regresso a Viseu e à Avenida da Europa, onde esta "etapa", de muitas emoções, terminou num ambiente de convívio.

### 2009
Na Volta a Portugal de 2009, a Etapa da Volta realizou-se, como de costume, no dia de descanso da Volta a Portugal 2009, desta feita na 2ª Feira, dia 10 de Agosto de 2009.
O percurso partilhou as infra-estruturas da Volta a Portugal de 2009. A Etapa da Volta partiu da praça do Comércio na Cidade da Lixa, e o percurso passou por Felgueiras, seguindo depois para Fafe, com a subida da Lameira pelo meio. Depois, regressou-se a Felgueiras. Nos últimos 1500 metros do percurso existiu uma prova de superação pessoal, cronometrada, e a grande meta foi o "mítico" Alto de Santa Quitéria (Felgueiras).

### 2010
Na edição da "Etapa da Volta" inserida na Volta a Portugal de 2010, o percurso escolhido foi entre Fafe e Mondim de Basto (Alto da Sra. da Graça, numa extensão de 67.0 km. O vencedor foi o português José Rodrigues.

### 2011
A "Etapa da Volta" integrada na Volta a Portugal de 2011 teve um percurso que começou e terminou em Viseu, passando pela Serra do Caramulo, com uma extensão de 79.5 km. O vencedor foi Victor Teixeira, da equipa Amigos da Bike-Cartaxo. Liliana Jesus, da equipa BTT Alter Real, foi a melhor classificada entre o sexo feminino (302ª).

### 2012
Em 2012, a "Etapa da Volta" realizou-se num percurso em Viseu, com a distância de 72 km. A prova foi vencida pelo português Alexandre Guilhoto, da equipa também lusa KIA MCK

### Mini-Etapa da Volta
A "Mini-Etapa da Volta" está integrada na Etapa da Volta. Esta ideia surgiu da vontade da organização de alargar a experiência de disputar uma Etapa da Volta a um maior número de pessoas. Assim e pela primeira vez, a vivência da volta a Portugal irá abranger todos os que se preocupam com o bem-estar físico, independentemente das suas capacidades, e que queiram desfrutar desta inesquecível experiência.
A "Mini-Etapa da Volta" será um passeio com cerca de 10 km, com partida da cidade da Lixa e avançando num ritmo suave, até à chegada ao Alto de Santa Quitéria, em Felgueiras.

## Ligações Externas
- Site da Etapa da Volta
- Site da Volta a Portugal em Bicicleta